# ريخان (كاهشنغ)
ريخان (بالفارسية: ریخان) هي مستوطنة تقع في إيران في قسم كاهشنغ الريفي. يقدر عدد سكانها بـ 40 نسمة .